# Dødsridtet (film fra 1924)
Dødsridtet (originaltitel Ride for Your Life) er en amerikansk stumfilm fra 1924 instrueret af Edward Sedgwick.

## Medvirkende
- Hoot Gibson som Bud Watkins
- Laura La Plante som Betsy Burke
- Harry Todd som "Plug" Hanks
- Robert McKim som Jim Slade
- Howard Truesdale som Dan Burke
- Fred Humes
- Clark Comstock som Tim Murphy
- Anna Dodge som Mrs. Donnegan
- William Robert Daly som Dan Donnegan